# Гусман де Харос, Энрике
Энрике Гусман де Харос (исп. Enrique Guzman de Haros; 1605, Мадрид, королевство Кастилия и Леон — 21 июня 1626, там же) — испанский кардинал. Кардинал с 19 января по 21 июня 1626. 

## Ранние годы и образование
Родился Энрике Гусман де Харос в 1604 году (или в 1605 году), в Мадриде, королевство Кастилия и Леон, в семье Диего Лопеса де Харсо Сотомайора-и-де-ла-Куэва, 5-го маркиза дель Карпио, и Франсиски де Гусман Пиментель, сестры Гаспара де Гусмана, графа-герцога Оливарес, первого министра Испании. У него был старший брат Луис Мендес де Харос, который стал фаворитом Филиппа IV после падения своего дяди, графа-герцога.. 
Энрике Гусман де Харос был крещён 17 июля 1604 года в ныне несуществующей церкви Святых Юлиана и Василисы а в Вальядолиде. Его имя также упоминается как Энрике, Энрико и Херикус, а вторая фамилия — Харос, Харо, Арос и Аро. Он также упоминается как Энрике Харос Гусман.
Энрике Гусман де Харос изучал церковные науки и теологию. В 1620 году он стал ректором Саламанкского университета — должность, которую в то время занимали сыновья испанских вельмож. В этом качестве он председательствовал на похоронах Филиппа III, организованных Саламанкским университетом.

## Церковная карьера
В ранние годы Энрике Гусман де Харос стал каноником кафедрального капитула Севильи, а также был каноником кафедрального капитула Толедо.
8 октября 1623 года он зачитал свою диссертацию перед королём Филиппом IV и королевой Изабеллой, а также перед высокопоставленными священнослужителями, в капелле мадридского королевского Алькасара.
Где, когда и кем был рукоположен в священники информация была не найдена.
Возведён в кардиналы на консистории от 19 января 1626 года Папой Урбаном VIII, однако не ездил в Рим для получения красной шапки и титулярной церкви или титулярной диаконии.
В то время он был известен как Энрике де Гусман, по фамилии матери. Испанский поэт Луис Гонгора посвятил сильву его избранию кардиналом. Поэт был родом из Кордовы, как и отец Энрике.
По словам британского историка-испаниста, специалиста по Испании раннего Нового времени, Джона Эллиота, его дяди, графы-герцоги, относились к нему скорее как к сыну, чем как к племяннику .
Кардинал Энрике Гусман де Харос скончался 21 июня 1626 года от инфекции, вызванной астмой, и острой лихорадки в Мадриде. Тогда его смерть приписали брюшному тифу, который теперь отождествляют с сыпным тифом. Похоронен в церкви коллегии Святого Фомы в Мадриде, находившемся в ведении доминиканского ордена, под покровительством своего дяди, графа-герцога Оливареса.